# Vendlincourt
Vendlincourt (antiguamente en alemán Wendlinsdorf) es una comuna suiza del cantón del Jura, situada en el distrito de Porrentruy. Limita al norte con la comuna de Bonfol, al este con Levoncourt (FRA-68) y Courtavon (FRA-68), al sureste con La Baroche, al suroeste con Alle, al oeste con Coeuve, y al noroeste con Damphreux.